# هيئة الطيران المدني (المملكة المتحدة)
هيئة الطيران المدني (بالإنجليزية Civil Aviation Authority) هي شركة قومية وظيفتها مراقبة جميع عناصر الطيران المدني في المملكة المتحدة وتنظيمها. يقع المركز الرئيسي للهيئة في مقرها في Kingsway في Holborn في لندن.